# Zumaia
Zumaia je grad u baskijskoj pokrajini Gipuskoa. Nalazi se 25 km zapadno od grada San Sebastiana.
Obala Zumaie je geološki zanimljiva zbog stijena fliša.

## Stanovništvo
Ima 8.744 stanovnika (stanje 2005.)

## Gospodarstvo
Glavna djelatnost je turizam, zbog privlačne obale i trgovina.